# كاسب باول
كاسب باول (بالإنجليزية: Kasib Powell)‏ مواليد 18 مارس 1981 في نيوجيرسي، هو لاعب كرة سلة محترف أمريكي بدأ مسيرته الاحترافية في سنة 2003. لعب مع فريق ميامي هيت في الرابطة الوطنية لكرة السلة. اعتزل اللعب في 2012.

## إحصائيات المسيرة

### الموسم الاعتيادي
| السنة   | الفريق    | لعب | بدأ | دقيقة | ميداني% | ثلاثية | حرة  | ارتداد | صنع | استلاب | تصدي | نقطة |
| ------- | --------- | --- | --- | ----- | ------- | ------ | ---- | ------ | --- | ------ | ---- | ---- |
| 2007–08 | ميامي هيت | 11  | 4   | 27.6  | .368    | .242   | .667 | 4.0    | 1.6 | .8     | .2   | 7.6  |
| المسيرة |           | 11  | 4   | 27.6  | .368    | .242   | .667 | 4.0    | 1.6 | .8     | .2   | 7.6  |

## روابط خارجية
- كاسب باول على موقع إن بي أي (الإنجليزية)
- كاسب باول على موقع سبورتس رفرنس (الإنجليزية)
- كاسب باول على موقع كرة السلة الأوروبية.كوم (الإنجليزية)
- كاسب باول على موقع كلية كرة السلة في سبورتس رفرنس.كوم (الإنجليزية)
- كاسب باول على موقع ريلجم (الإنجليزية)
- كاسب باول على موقع بروبوليرز (الإنجليزية)
- كاسب باول على موقع سبورتس رفرنس (الإنجليزية)
- كاسب باول على موقع سبورتس رفرنس (الإنجليزية)